# Salpa fusiformis
Salpa fusiformis là loài salp phổ biến nhất thuộc họ Salpidae. Loài này có sự phân bố rộng rãi trên thế giới và có thể được tìm thấy ở độ sâu từ 0 đến 800 m (0 đến 2.625 ft). Chúng có thể xuất hiện trong các đàn rất dày đặc, dưới dạng những cá thể đơn lẻ hoặc theo bầy. Các cá thể đơn độc có thể chiều dài từ 22 đến 52 mm (0,87 đến 2,05 in).